# 山口和之
山口 和之（やまぐち かずゆき、1956年4月7日 - ）は、日本の政治家、理学療法士。元衆議院議員 （1期）、元参議院議員 （2期）、日本維新の会福島県総支部幹事長。福島県理学療法士会会長、医療創生大学客員教授。日本理学療法士協会東北ブロック会長、同協会理事などを歴任。

## 来歴
福島県福島市生まれ。福島市立三河台小学校、福島市立岳陽中学校、福島県立福島商業高等学校、東京国際大学、東京衛生学園専門学校リハビリテーション学科卒業。理学療法士の国家資格を取得し、総合南東北病院リハビリテーションセンター科長や郡山女子大学非常勤講師を務めた。
2009年、第45回衆議院議員総選挙に民主党から比例東北ブロック単独25位で立候補。民主党大勝により、比例名簿の下位に登載されていたが初当選した。
2012年10月、第23回参議院議員通常選挙の比例区における民主党の公認を受けた。参院選での公認を受けたため、同年の第46回衆議院議員総選挙には立候補せず、11月16日の衆議院解散により衆議院議員を失職した。2013年3月、民主党に離党届を提出した。
その後みんなの党に入党し、同党公認で第23回参議院議員通常選挙への立候補を表明した。比例区からみんなの党公認で立候補し、日本理学療法士連盟の支援を受け、党内2位の得票数で当選した。
2014年、みんなの党内で浅尾慶一郎、渡辺喜美の対立が激化し、山口は「平和的分党」を提案。解党が決定された11月19日の両院議員総会では、解党に反対票を投じた。12月18日、無所属のまま新会派「日本を元気にする会」の結成に参加した。翌2015年1月8日、同名の政党「日本を元気にする会」が結党され、党広報委員長に就任。
2016年7月27日、会派「日本を元気にする会・無所属会」が解散。山口は引き続き政治団体「日本を元気にする会」に所属したが、国会内では無会派となった。日本を元気にする会は2017年以降は活動の実態が無くなり、同年5月下旬には公式ホームページの所属議員一覧から山口の項が削除された。2018年12月10日に正式に日本を元気にする会は解散し、同日に山口も自身が持つ政党支部の解散を届け出た。
2019年1月15日に、同月1日付けで日本維新の会に入党したことが発表された。同年の第25回参議院議員通常選挙では日本理学療法士連盟の支援を受けられず（連盟は田中昌史（自民党・落選したが、2023年に繰上当選）を支援）、日本維新の会公認で比例区に立候補したものの落選した。
2019年11月30日、日本維新の会参院比例区支部長に再任されたことが発表された。
2022年の第26回参議院議員通常選挙には日本維新の会公認で比例区から立候補した。7月10日の投開票の結果、山口の比例個人票順位は維新比例候補者26人中17位（山口の個人票数は18,164票）となったため、維新が比例で獲得した8議席に届かず落選した。
2023年5月11日、日本維新の会は党福島県総支部を設立したことを発表。山口は総支部の幹事長に就任した。
2024年10月15日、参議院議員比例区選出の梅村聡が第50回衆議院議員総選挙に立候補したことにより、公職選挙法規定により参議院議員を退職（自動失職）となり、後に繰上補充を決める選挙会で次点者である山口の繰上当選が決定し、同月22日に官報で告示された。
2025年7月20日の投開票の第27回参議院議員通常選挙比例区に日本維新の会から立候補したが、山口の比例個人票順位は維新比例候補者13人中9位（山口の個人票数は20,829票）となったため、維新が比例で獲得した4議席に届かず落選した。落選後、今後の活動について「優れた医療や介護、福祉で持続可能な社会保障は実現できる。一現場の人間として頑張っていく」と述べた。

## 政策・主張
- 選択的夫婦別姓導入に「賛成」としている[25]
- 第9条を含む日本国憲法の改正に賛成で、「第9条を改正して、自衛隊の役割や限界を明記すべきだ」としている[26]。
- 集団的自衛権の行使を禁じた内閣法制局の憲法解釈の見直しに賛成[26]。
- 日本の核武装について「将来にわたって検討するべきでない」としている[26]。
- 村山談話、河野談話の見直しに賛成[26]。
- 内閣総理大臣やその他の国務大臣は靖国神社に「参拝すべきでない」としている[26]。
- 日本の環太平洋戦略的経済連携協定（TPP）への参加に賛成[26]。
- 労働市場の規制緩和による、解雇規制の緩和（解雇の金銭解決制度の導入）に賛成[26]。
- 原子力発電は日本に「必要ない」としており、原発の海外輸出に反対[26]。

## 人物
- 水泳では国体・インターハイ出場経験がある。ほかにスキー1級、ソフトボール、スキューバダイビングが趣味[27]。

## 選挙歴
| 当落 | 選挙                     | 執行日         | 年齢 | 選挙区           | 政党         | 得票数    | 得票率 | 定数 | 得票順位 /候補者数 | 政党内比例順位 /政党当選者数 |
| ---- | ------------------------ | -------------- | ---- | ---------------- | ------------ | --------- | ------ | ---- | ------------------ | ---------------------------- |
| 当   | 第45回衆議院議員総選挙   | 2009年08月30日 | 53   | 比例東北ブロック | 民主党       | ーー票    | ーー   | 14   | /                  | 7/7                          |
| 当   | 第23回参議院議員通常選挙 | 2013年07月21日 | 57   | 参議院比例区     | みんなの党   | 7万5000票 | ーー   | 48   | 2/15               | 2/4                          |
| 繰当 | 第25回参議院議員通常選挙 | 2019年07月21日 | 63   | 参議院比例区     | 日本維新の会 | 4万2231票 | ーー   | 50   | 7/14               | 7/5                          |
| 落   | 第26回参議院議員通常選挙 | 2022年07月10日 | 66   | 参議院比例区     | 日本維新の会 | 1万8164票 | ーー   | 50   | 17/26              | 17/8                         |
| 落   | 第27回参議院議員通常選挙 | 2025年07月20日 | 69   | 参議院比例区     | 日本維新の   | 2万829票  | ーー   | 50   | 9/13               | 9/4                          |